# Beijing National Indoor Stadium
Het Nationaal Indoor Stadion van Peking of de Waaier (Chinees: 国家体育馆, Guójiā Tǐyùguǎn) is een stadion in Peking.
Het werd gebouwd ten behoeve van de Olympische Zomerspelen van 2008. De bouw van het complex heeft 650 miljoen yuan (ongeveer € 65 miljoen) gekost. Tijdens de Olympische Winterspelen van 2022 worden er de ijshockeywedstrijden gehouden